# Tarague Beach
Tarague Beach är en strand i Guam (USA).   Den ligger i kommunen Yigo, i den norra delen av Guam, 23 km nordost om huvudstaden Hagåtña. Stranden ligger inom den amerikanska flygbasen Andersen Air Force Base.